# Organismo mesófilo
En microbiología el término mesófilo se refiere a un organismo cuya temperatura de crecimiento óptima está entre los 20 y los 45 °C (un rango considerado moderado). El hábitat de los microorganismos mesófilos incluye el suelo, el cuerpo de un animal, la superficie del mar, etc. Por el contrario, los microorganismos que prefieren temperaturas frías se denominan psicrófilos, y los que crecen de forma óptima a altas temperaturas son llamados termófilos.